# Pardosa benadira
Pardosa benadira là một loài nhện trong họ Lycosidae.
Loài này thuộc chi Pardosa. Pardosa benadira được Lodovico di Caporiacco miêu tả năm 1940.